# Vlajka města Paříže

Vlajka Paříže
Poměr stran: 2:3

Vlajka Paříže, hlavního města Francie, je vlajka, kterou používá město Paříž, jako jeden ze svých symbolů. Městská vlajka má podobu svislé bikolóry a je tvořena modro-červeně polceným listem. Poměr stran je 2:3. Modrá a červená jsou tradiční barvy města. Jejich společné užití je známo již z roku 1358, kdy Étienne Marcel, tehdejší prévôt des marchands (starosta) Paříže a jeho stoupenci nosili během povstání Jacquerie proti králi Karlu V. čapky napůl červené a napůl modré. Obě barvy se dostaly během Velké francouzské revoluce na státní vlajku Francie.
Předepsanými odstíny francouzské státní vlajky a tedy i městské vlajky jsou Pantone Reflex Blue pro modrou (přibližně CMYK 100,70,0,5; RGB #171796) a Red 032 pro červenou (přibližně CMYK 0,90,86,0; RGB #ED2E38).